# Kolossai

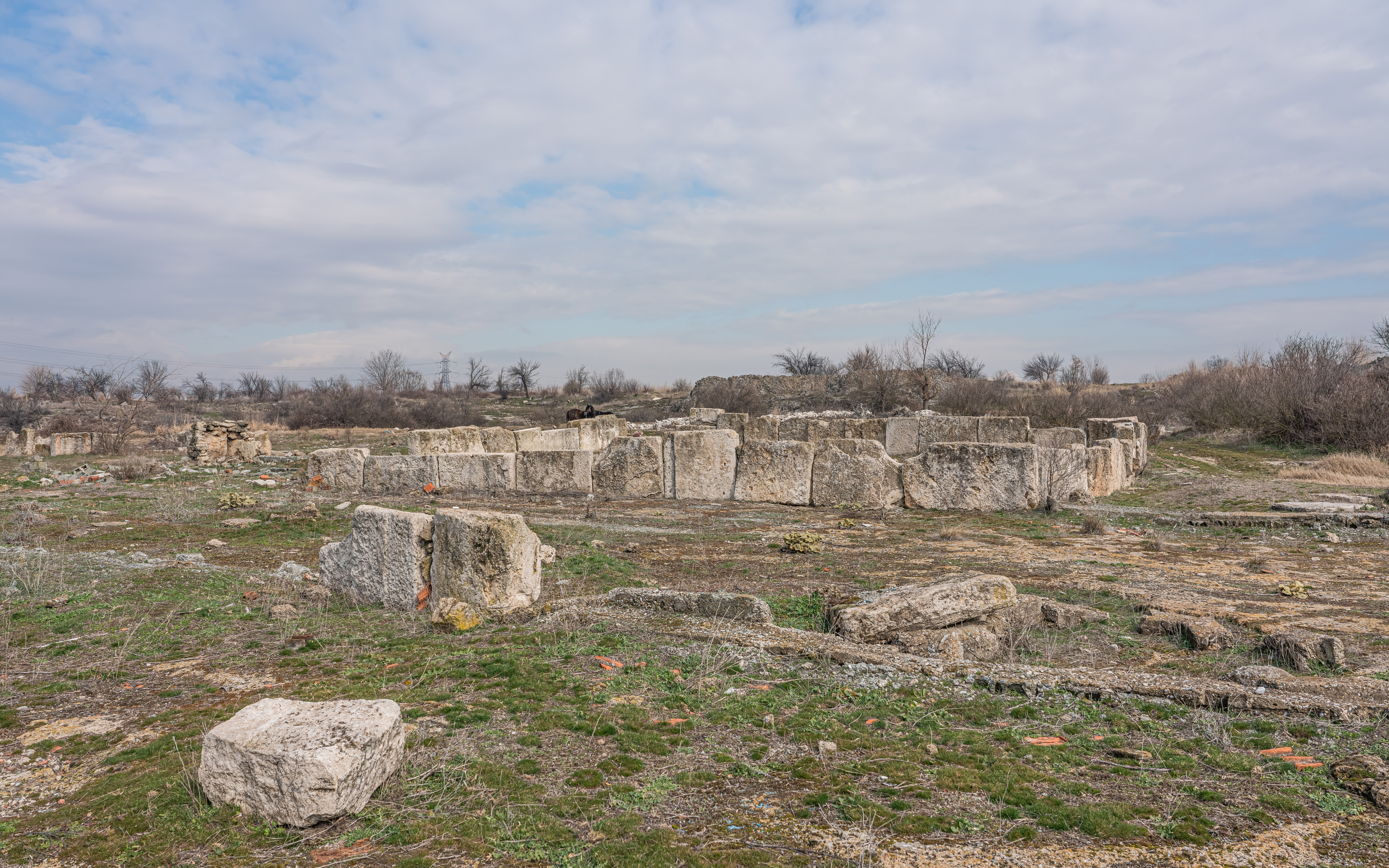
Heutiger Zustand

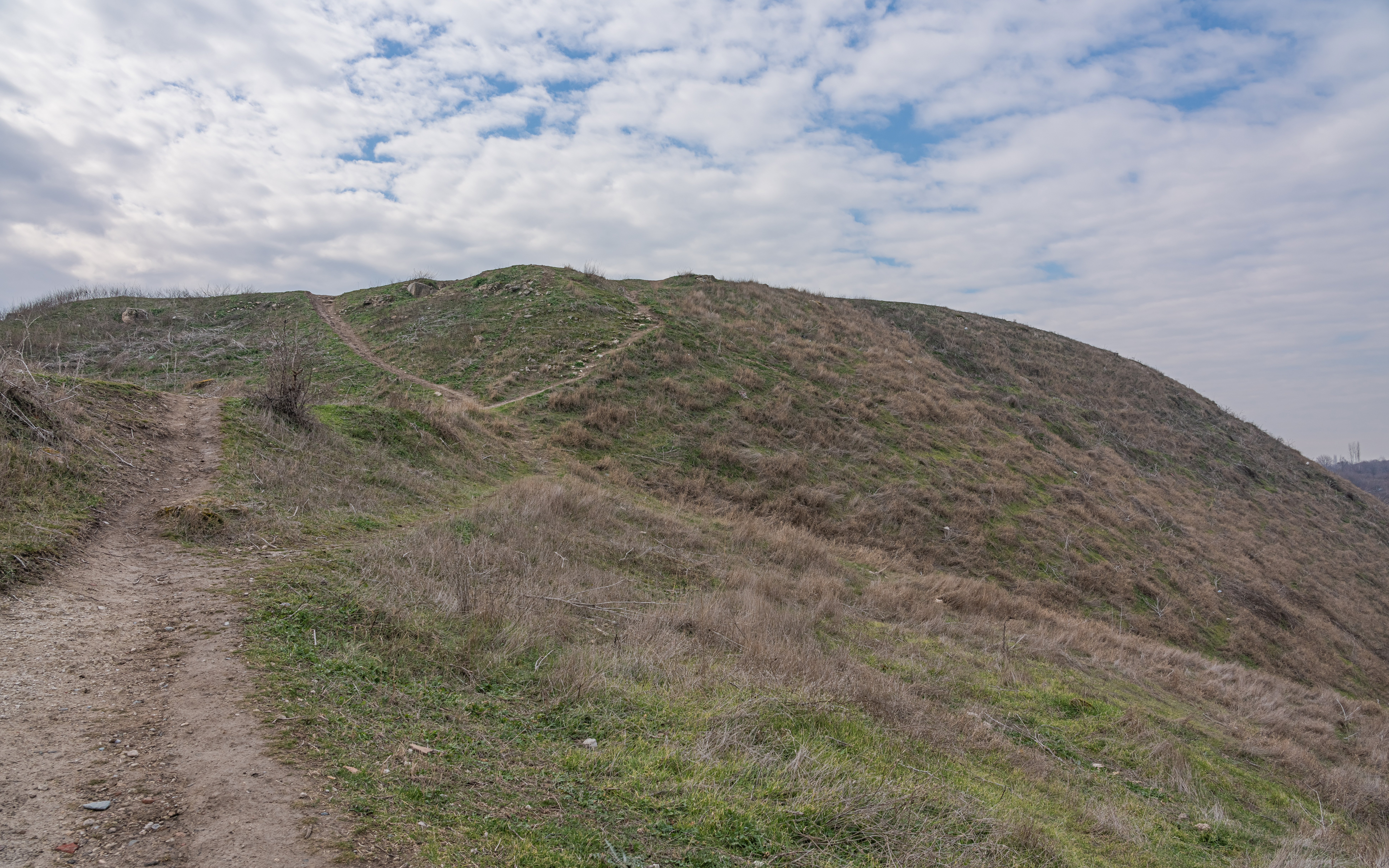
Die Akropolis von Kolossai

Kolossai (altgriechisch Κολοσσαί, lateinische Namensform Colossae) war in der Antike eine Stadt in der kleinasiatischen Landschaft Phrygien. Der Ort liegt vier Kilometer nördlich von Honaz (Chonai), 20 km östlich von Denizli in der heutigen West-Türkei.
Kolossai liegt im oberen Lykostal; Nachbarstädte waren Laodikeia am Lykos und Hierapolis. Die Stadt lag an einer Handelsstraße, die nach Ephesos und Milet führte.
Die Stadt war schon bedeutend im 5. Jahrhundert v. Chr. Der Zug der Zehntausend (Anabasis, 401–399 v. Chr.) passierte die Stadt vermutlich 401 (Xenophon). Münzen sind seit späthellenistischer Zeit nachgewiesen. In der Kaiserzeit spielte sie jedoch keine besondere Rolle und stand ganz im Schatten des wichtigeren Laodikeia. 
Hier gab es wie in den Nachbarstädten schon früh eine christliche Gemeinde; bekannt vor allem durch den Brief des Apostels Paulus an die christliche Gemeinde der Stadt (Kolosserbrief). Philemon, der Empfänger des gleichnamigen Briefs, soll erster Bischof von Kolossai gewesen sein. An einer schon im 6. Jahrhundert v. Chr. bezeugten Erdspalte entwickelte sich ein Kult des Erzengels Michael, und es entstand eine in byzantinischer Zeit viel besuchte Heilquelle. Vermutlich im Zusammenhang mit den Araberkriegen oder aufgrund von Erdbeben im 8. Jh. erfolgte die Siedlungsverlagerung von dem in der Ebene gelegenen Kolossai nach Chonai. Die Michaelskirche lag auf dem Gebiet von Kolossai, nach der Siedlungsverlagerung gehörte sie zu Chonai.
Das Erzbistum Colossae ist heute ein Titularerzbistum der römisch-katholischen Kirche.